# Gare de Saint-Julien - les Fumades
Pour les articles homonymes, voir Gare de Saint-Julien.
La gare de Saint-Julien - les Fumades est une gare ferroviaire française de la ligne du Teil à Alès, située sur le territoire de la commune de Saint-Julien-de-Cassagnas, à proximité de la station thermale de la Fumade les Bains, sur la commune d'Allègre-les-Fumades, dans le département du Gard, en région Occitanie.
Elle est mise en service en 1857 par la Compagnie des chemins de fer de Paris à Lyon et à la Méditerranée (PLM).
C'est une halte voyageurs de la Société nationale des chemins de fer français (SNCF), desservie des trains TER Languedoc-Roussillon dont le service est suspendu depuis 2012.

## Situation ferroviaire
Établie à 168 mètres d'altitude, la gare de Saint-Julien - les Fumades est située au point kilométrique (PK) 750,684 de la ligne du Teil à Alès entre les gares de Saint-Ambroix et de Salindres.
C'était une gare de bifurcation avec la ligne du Martinet à Beaucaire (fermée)

## Histoire

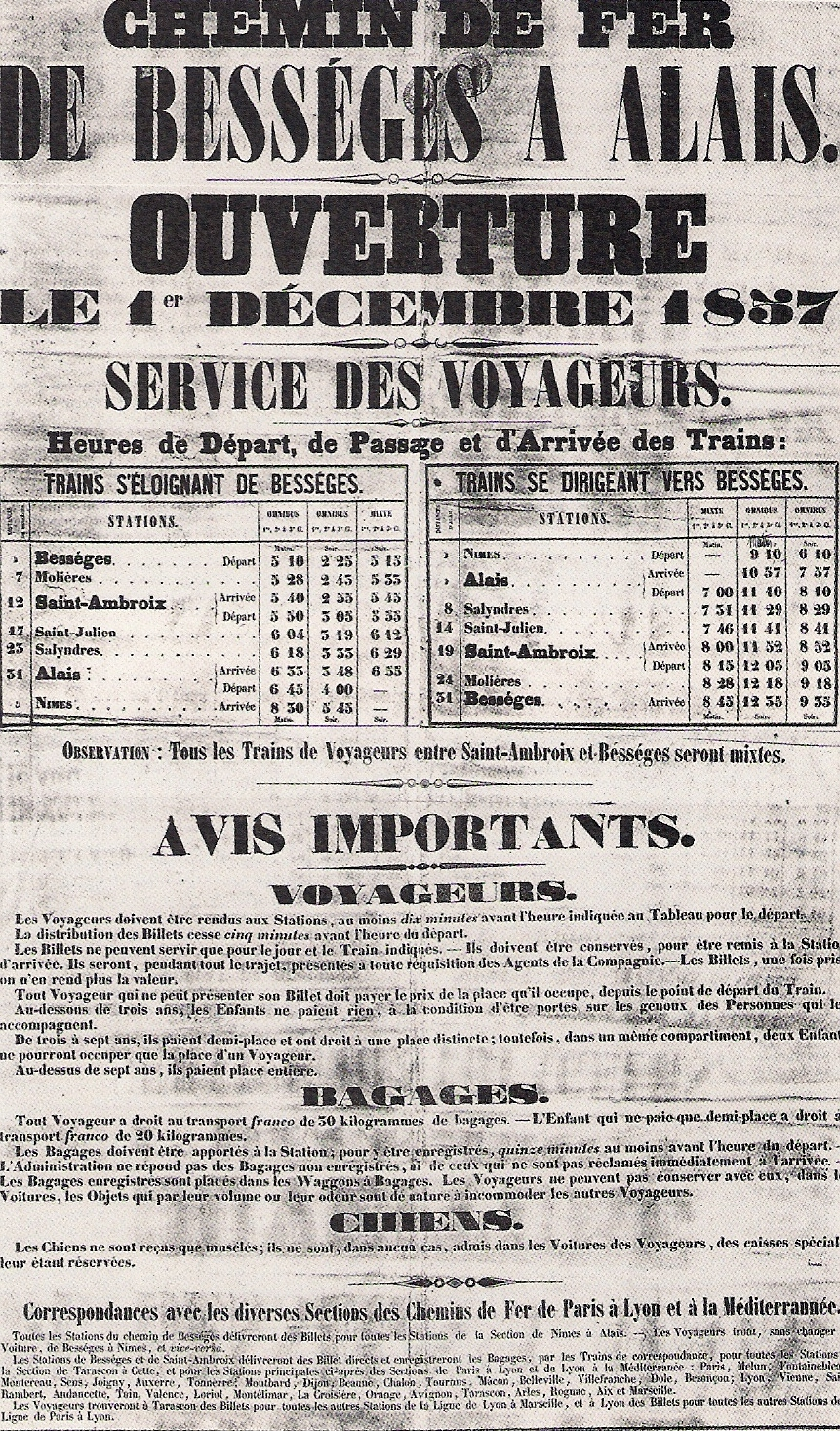
Affiche de 1857, pour l'ouverture de la ligne de Bessèges à Alais.

La Compagnie des chemins de fer de Paris à Lyon et à la Méditerranée (PLM) met en service la ligne et la station de Saint-Julien le 1er décembre 1857. Trois allers-retours par jour sont prévus.
Un premier bâtiment voyageurs est construit en bordure des voies. En 1861, la station est desservie par quatre trains quotidiens ; le village de Saint-Julien-de-Cassagnas compte 225 habitants.
Saint-Julien devient une gare de bifurcation lorsque la compagnie du PLM met en service, le 30 août 1880, la section passant par la gare de sa ligne du Martinet à Beaucaire. La bifurcation est située en amont de la gare ; un deuxième bâtiment voyageurs est construit perpendiculairement aux lignes dans la fourche du V.
La gare de Saint-Julien-de-Cassagnas figure dans la nomenclature 1911 des gares, stations et haltes, de la Compagnie des chemins de fer de Paris à Lyon et à la Méditerranée. Elle porte le no 16 de la ligne de Le Teil à Alais et le no 9 de la ligne de Le Martinet à Tarascon (20). Elle dispose du service complet de la grande vitesse (GV), « à l'exclusion des chevaux chargés dans des wagons-écuries s'ouvrant en bout et des voitures à 4 roues, à deux fonds et à deux banquettes dans l'intérieur, omnibus, diligences, etc. »  et du service complet de la petite vitesse (PV) avec la même limitation.
La section passant par la gare de la ligne du Martinet à Beaucaire est fermée au trafic voyageurs le 5 décembre 1938.
Au début des années 2000, la gare est une halte SNCF avec pour seul bâtiment utilisé un abri de quai situé à côté du deuxième bâtiment voyageurs (fermé). Le premier bâtiment voyageurs (habitation privée) ainsi qu'un château d'eau utilisé à l'époque des locomotives à vapeur sont également toujours existants.

## Service des voyageurs

### Accueil
Halte SNCF, c'est un point d'arrêt non géré (PANG) à entrée libre (service suspendu). Elle dispose d'un abri de quai.

### Desserte
Saint-Julien - les Fumades était desservie par des trains TER Languedoc-Roussillon qui effectuaient des missions entre les gares d'Alès et de Bessèges, avant la suspension du service en 2012.

### Intermodalité
Un parking est aménagé à ses abords